# Kaskaskia
Kaskaskia é uma vila localizada no estado americano de Illinois, no Condado de Randolph.

## Demografia
Segundo o censo americano de 2000, a sua população era de 9 habitantes. Em 2006, foi estimada uma população de 9, um aumento de 0 (0,0%).

## Geografia
De acordo com o United States Census Bureau tem uma área de 0,3 km², dos quais 0,3 km² cobertos por terra e 0,0 km² cobertos por água. Kaskaskia localiza-se a aproximadamente 120 m acima do nível do mar.

## Localidades na vizinhança
O diagrama seguinte representa as localidades num raio de 16 km ao redor de Kaskaskia.